# Виар

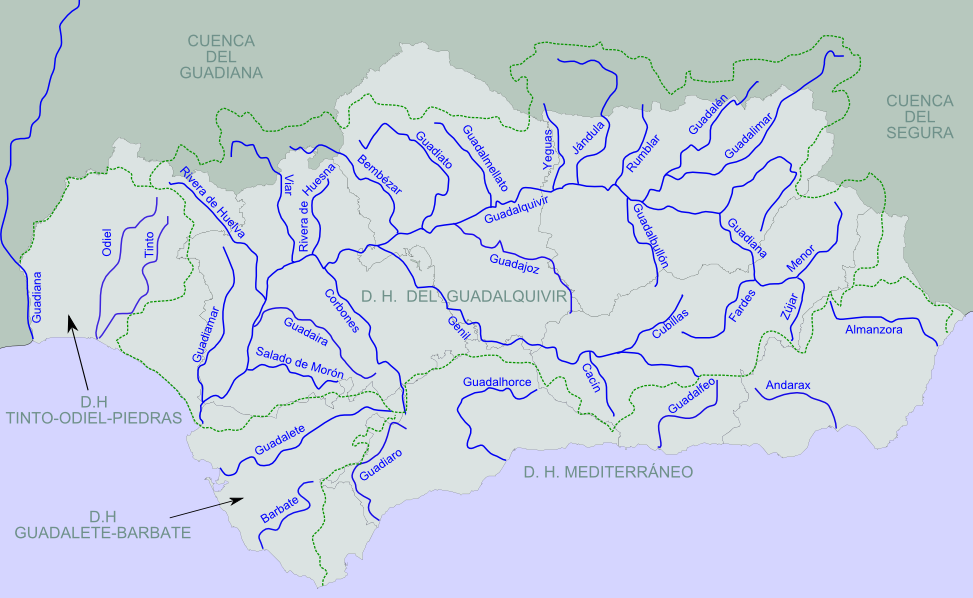
Речная система Андалусии

Виар (исп. Río Viar) — река на юге Испании в Андалусии.
Исток реки находится на северном склоне Сьерра-Морена, к югу от Монестерио. Является правобережным притоком реки Гвадалквивир. Длина реки составляет 124 км. В нижнем течении используется для орошения. В верхнем течении река протекает через водохранилище Пинтадо, ниже которого протекает в глубоком ущелье.